# 岐阜うちわ

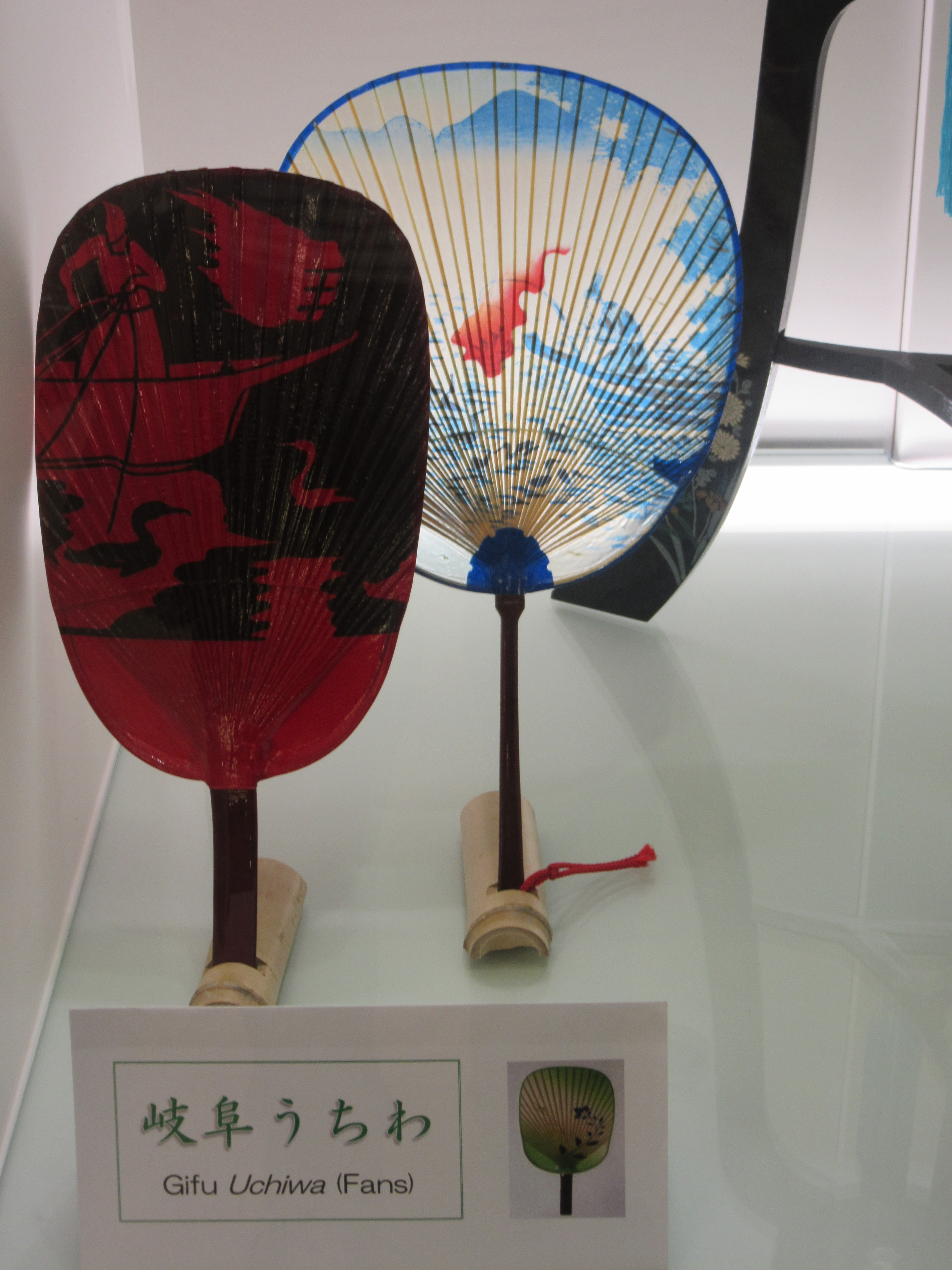
岐阜うちわ

岐阜うちわ（ぎふうちわ）は、岐阜県岐阜市特産のうちわ。岐阜の伝統工芸の一つで、室町時代にはその記述がある歴史のあるうちわ。長良川鵜飼の観光客用の土産品として作り始めたのが起源といわれている。
岐阜は盆地で四方を山で囲まれその裾野には良質の竹が群生していたことと、江戸時代より長良川の重要な港町として奥美濃から美濃和紙の陸揚げが多くあり問屋町として栄えていたため定着したと考えられる。
現在の岐阜うちわは明治時代中頃に京都深草より暖簾分けにて生産を始めた「住井冨次郎商店」のうちわで、住井冨次郎商店は岐阜で残る唯一の岐阜うちわ専業店である。現在でも明治時代の問屋町の面影が残る川原町界隈で生産を行っている。 
1992年（平成4年）3月30日に岐阜県郷土工芸品に指定されている。2015年（平成27年）4月24日、“「信長公のおもてなし」が息づく戦国城下町・岐阜” の構成文化財として日本遺産に認定される。

## 特徴
- 貼立紙に美濃和紙を使用している。
- 骨は丸亀、京都などより仕入れ、貼立仕上げのみを行っている。
- 製作は20工程以上。

## 歴史
- 室町時代 - 『御湯殿上日記』で美濃国瑞竜寺から岐阜うちわが毎年献上の記述あり
- 江戸時代 - 松平秀雲の『岐阜志略』に「岐阜うちわ」の名称で記述あり
- 明治時代 - 明治36年（1903年）には年産約147万本、職工数180人[2]
- 1950年 - 岐阜駅ホームで、うちわ娘による立ち売りが行われた[3]。
- 現在 - 年間1万本生産

## 種類
- 塗りうちわ - 漆を塗って仕上げるうちわ（現在はカシュウを塗って仕上げている）。
- 渋うちわ - 柿渋を塗って仕上げるうちわ。年々色が濃く変わり、また破れにくい。
- 水うちわ - 雁皮紙という薄い和紙を用いたうちわ[4]。ニスで塗るため耐水性があり、水のように透ける事からこう呼ばれる。生産が一時途絶えていたが、2005年に復元された[5]。シェラックという天然ニスを用い、水濡れたような透明感のほか、水を弾くため水につけて飛沫の涼感を楽しむこともできる。製品には天然のガンピを原料とした極薄の美濃手漉き薄和紙を使用しているものもある。[6][7][8][9]。